# جنون الشباب (فلم)
جنون الشباب هو فيلم دراما مصري من إخراج خليل شوقي  وبطولة أحمد رمزي، ميرفت أمين،  مريم فخر الدين، محمود المليجي، أشرف عبد الغفور وسناء يونس.

## نبذه
سلوى فتاة جميلة ولكنها تعيش في صراع بسبب ضعف شخصية والدتها وخداع وكذب والدها. تعرفها صديقتها عصمت الفنانة التشكيلية على علاء الشاب المتحرر والذي يتمرد على التقاليد و القيم الاخلاقية، ويعيش حياة بوهيمية. تُعجب به سلوى وتهرب من المنزل لتعيش معه مؤمنة بأفكاره وتحرره.

## طاقم العمل
- أحمد رمزي بدور علاء
- ميرفت أمين بدور سلوى
- مريم فخر الدين بدور والدة سلوى
- محمود المليجي بدور والد سلوى
- سناء يونس بدور عصمت

## وصلات خارجية
- مقالات تستعمل روابط فنية بلا صلة مع ويكي بيانات